# Sarkad
Sarkad è una città dell'Ungheria di 10.619 abitanti (dati 2001). È situato nella contea di Békés.